# Запасная жена (фильм, 1994)
«Запасная жена» (англ. The Substitute Wife) — телефильм режиссёра Питера Уэрнера.

## Сюжет
Штат Небраска, времена покорения Дикого Запада, конец 19-го века. Жена фермера — переселенца, мать четверых детей, узнает, что неизлечимая болезнь оставляет ей лишь несколько недель жизни. В те дни в этой части Америки приходилось шесть мужчин на одну женщину, шансы фермера найти новую мать для своих детей невелики.
Его заботливая жена решается найти себе замену и, объехав несколько городов, находит только проститутку Перл, которая с лёгкостью, видимо от скуки, соглашается переехать к ним.

## В ролях
- Фэрра Фосетт — Пирл
- Лиа Томпсон — Эми Хайтауэр
- Питер Уэллер — Мартин Хайтауэр
- Керис Пейдж Брайант — Джессика
- Кори Ллойд — Натан
- Колтон Конклин — Джек
- Бабс Джордж — Мисис Паркер
- Джина Слит — Хэтти
- Гэйл Кронау — Изабель
- Джонатан Джосс — Чёрный Олень (впервые на ТВ)